# Parafia św. Feliksa w Niedzieliskach
Parafia św. Feliksa w Niedzieliskach – parafia rzymskokatolicka, znajdująca się w diecezji tarnowskiej, w dekanacie Uście Solne.

## Zasięg parafii
Do parafii należą wierni z miejscowości: Niedzieliska, Wisowatki oraz Wygoda.